# لوز

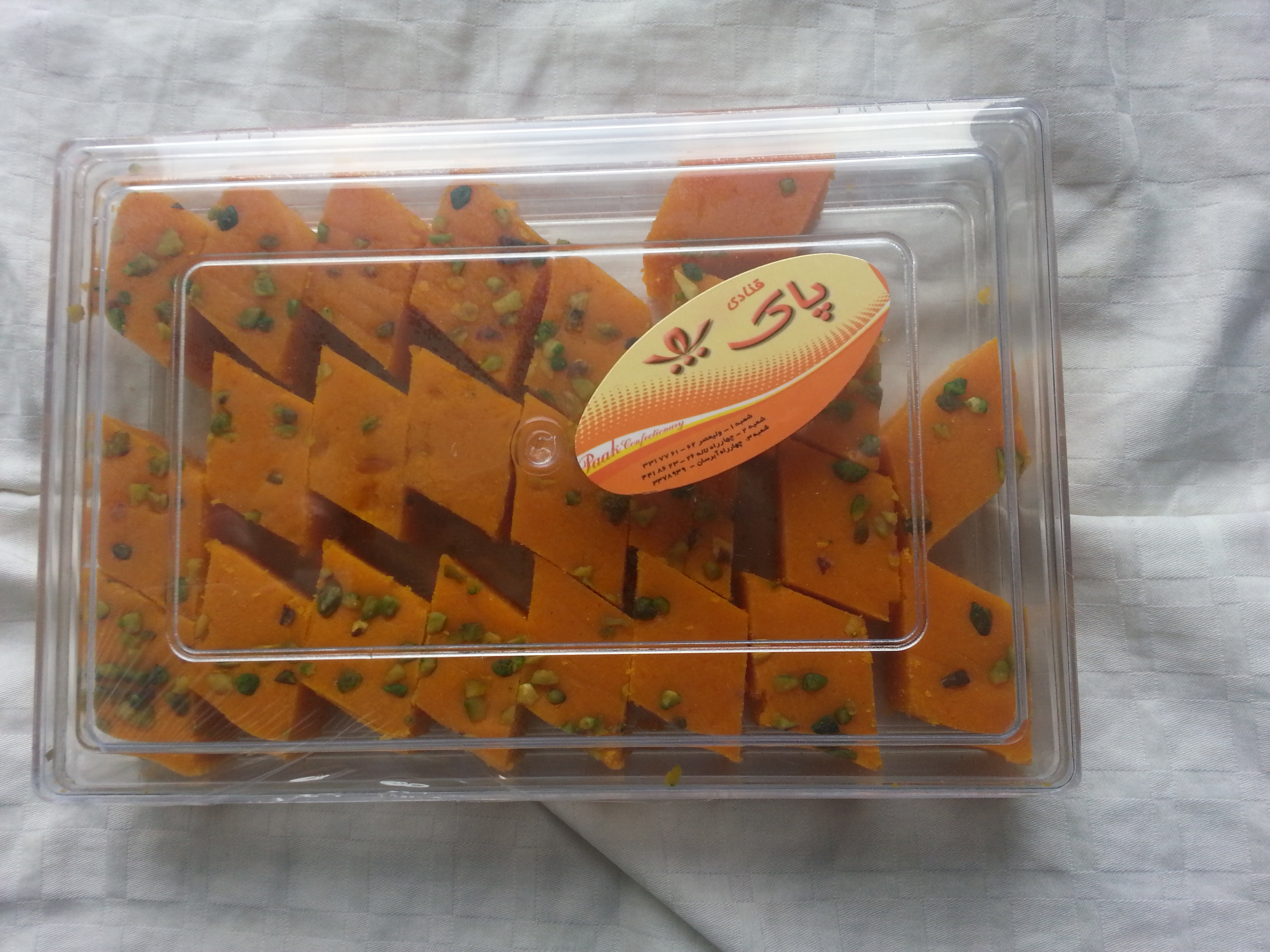
لوز بسته‌بندی شده با تزیین پسته

لوز نوعی شیرینی سنتی ایرانی است که انواع مختلفی دارد: لوز بادام، لوز گردو و عسل، لوز زعفرانی، لوز عسل، لوز پسته و لوز نارگیل.  لوز یکی از شیرینی‌های سنتی شهرهای یزد، تفرش، شیراز، تبریز و اصفهان محسوب می شود. شیرینی سنتی «لوز اصفهان» در فهرست میراث فرهنگی ناملموس ملی ثبت شده است.

## تاریخچه
در دوران صفویه و شاه عباس کبیر نوعی شیرینی تهیه شد به نام لوز که هم بسیار خوشمزه بود هم بسیار گران‌قیمت، یعنی  به عنوان پیشکش برای دربار سلاطین خارجی نیز ارسال می‌شد. لوز به دلیل شکلش این نام را به خود گرفت چون برای اولین بار این نوع شیرینی در قالبهایی تهیه شد که شکل لوزی داشتند و از آن به بعد به این نام شهرت یافت.